# آنا ماريا أوروزكو
آنا ماريا أوروزكو أرتيسيزاييل (بالإسبانية: Ana María Orozco) ولدت في 4 يوليو 1973، هي ممثلة، ممثلة مسرحية وسينمائية كولومبية اشتهرت بعد أدائها شخصية بيتي في فيلم Yo Soy Betty. في عام 2001 فازت أوروزكو بالجائزة الدولية في فئة الإناث كشخصية العام، كما فازت بجائزة ACE عن مجلة نيويورك اللاتينية في عام 2002، هذا بالإضافة إلى فوزها بجائزة ممثلة العام (Actriz del año) في جوائز INTE عن أفضل أداء في فيلم Yo Soy Betty (1999).

## الحياة الشخصية
ولد ماريا في بوغوتا بكولومبيا، وهي ابنة كل من الممثل الكولومبي لويس فرناندو أوروزكو ومذيعة الراديو كارمينزا أرتيستيزابيل، كما أنها الأخت الكبرى لكل من للممثلة الأخرى فيرونيكا أوروزكو المزدادة سنة 1979 وجوليانا المزدادة بتاريخ نيسان/أبريل 1999. تزوجت أوروزكو الممثل جوليان أرانغو، ولكن الزواج لم يدم سوى 10 أشهر، حيث انفصلا منذ عاك 2004، وقد عاشت تلك الفترة في بوغوتا. لكن وابتداء من 2005 إلى 2012 تزوجت بالموسيقار الأرجنتيني مارتين كواجليا وحصلت منه على ابنتان، الأولى تدعى لوكريسيا (بالإسبانية: Lucrecia) (ولدت في 11 حزيران/يونيو 2004 في بوغوتا، كولومبيا) والثانية اسمها ميا (بالإسبانية: Mia) (ولدت في شباط/فبراير 2010 في بوينس آيرس، الأرجنتين).

## المسيرة المهنية
بدأت آنا ماريا أوروزكو مسيرتها التلفزيونية وهو صغيرة، حيث كانت مثلت إلى جانب والدها لويس فرناندو أوروزكو في La envidia (1973)، ولكن مسيرتها الحقيقية بدأت بعد ذلك بعقد كامل عندما شاركت في سلسلة باكوينتوس غيغانتيس (1983)، أما أحد أفضل عروضها فكانت عندما لعبت دور سكرتيرة (فيرونيكا موريللو) في فيلم بيرو آمور (1998). وقد زادت شهرتها في جميع أنحاء العالم حتى أصبحت تعرف باسم بيتي وذلك بعد تأديتها لهذا الدور في فيلم Yo Soy Betty, La Fea (أنا بيتي القبيحة) حيث أن دورها وشخصيتها الجذابة/القبيحة في نفس الوقت أصبحت علامة تجارية وقد ألهمت العديد من رجال الأعمال والمخرجين، حيث تم إصدار مجموعة من الأعمال المشابهة له على غرار المسلسل المكسيكي La fea más bella وكذلك الفيلم الأمريكي بيتي القبيحة، ووفقا لصحيفة نيويورك تايمز فإن النسخة الأصلية هي نفسها أصبحت واحدة من الأكثر شعبية في عالم التلفزيون.

## قائمة أعمالها

### التلفزيون

#### المسلسلات
| السنة     | العنوان                | الدور                        |
| --------- | ---------------------- | ---------------------------- |
| 1973/74   | La envidia             | نانا                         |
| 1991      | سانغري دي لوبوس        | بليندا                       |
| 1993      | La potra zaina         | ماغدالينا                    |
| 1995      | Flor de Oro            | أنيتا                        |
| 1996      | لاهولا دي تاس بيسوس    | لوسيه                        |
| 1997      | Tiempos difíciles      | مايسترا ساريتا               |
| 1998      | Perro Amor             | فيرونيكا موريللو             |
| 1999/2001 | أنا بيتي القبيحة       | بياتريس أورورا بينسون سولانو |
| 2014      | سوموس فاميليا          | مانويلا باز/رامونا           |
| 2017      | نو أولفيداراس مي نومبر | مونيكا زاباتا                |

#### مسلسلات قصيرة
| السنة   | العنوان                                                        | الدور                     |
| ------- | -------------------------------------------------------------- | ------------------------- |
| 1983    | بيكيانوس غيغانتيس                                              |                           |
| 1987    | تخيل                                                           |                           |
| 1988    | لا كاميلو                                                      |                           |
| 1988    | الجيل 21                                                       |                           |
| 1990    | لوس دوروس أون أكسيون                                           |                           |
| 1994    | الماس دي بيادرا                                                | كلوديا                    |
| 1995    | أو تودوس أون لاكاما                                            |                           |
| 2001/02 | إيكومودا                                                       | بياتريس بينسون دي ميندوزا |
| 2006    | Mujeres Asesinas: "Mara، Alucinada"                            | مارا                      |
| 2007    | Mujeres Asesinas: "Helana ، Monja"                             | هيلينا                    |
| 2006/07 | Amas de Casa Desesperadas 1                                    | سوزانا مارتينيز           |
| 2007/08 | Amas de Casa Desesperadas 2                                    | سوزانا مارتينيز           |
| 2008    | الفرص                                                          | سيليا                     |
| 2011    | لوس إينيكوس                                                    | غابرييلا مونتيلو          |
| 2011    | Historias de la primera vez: "La primera vez que te pedí algo" | فيرونيكا                  |
| 2012    | Mi problema con las mujeres                                    | فيرونيكا بلفورت           |
| 2012/13 | Ciclo: "Cine para enamorarse"                                  | كلارا                     |

### الأفلام
| السنة | العنوان         | الدور |
| ----- | --------------- | ----- |
| 2003  | الحلم الكولومبي | نيكول |
| 2006  | إل راتون بيريز  | بيلار |

### المسرح
| السنة | العنوان   | الدور |
| ----- | --------- | ----- |
| 2002  | موال اوست | مونيك |

## الجوائز والترشيحات
| السنة | الجائزة                         | الفئة                     | العمل                | النتيجة |
| ----- | ------------------------------- | ------------------------- | -------------------- | ------- |
| 1998  | جائزة الصدمة (كولومبيا)         | أفضل ممثلة شابة           | Perro Amor           | فوز     |
| 1998  | سيمون بوليفار (كولومبيا)        | أفضل ممثلة واعدة          | Perro Amor           | فوز     |
| 2000  | جوائز كاتالينا الهند (كولومبيا) | أفضل ممثلة                | yo Soy betty, la fea | فوز     |
| 2000  | 2 دو أورو (فنزويلا)             | أفضل ممثلة                | yo Soy betty, la fea | فوز     |
| 2000  | جوائز جاما للتلفزيزن (شيلي)     | أفضل ممثلة                | yo Soy betty, la fea | فوز     |
| 2000  | جوائز إلنكو (كولومبيا)          | أفضل ممثلة                | yo Soy betty, la fea | فوز     |
| 2001  | جوائز نوفاليس (كولومبيا)        | أفضل ممثلة                | yo Soy betty, la fea | فوز     |
| 2001  | جوائز نيويورك اللاتينية ACE     | اشخصية العام (فئة الإناث) | yo Soy betty, la fea | فوز     |
| 2002  | جوائز كاريوس (إسبانيا)          | شخصية العام في التلفزيون  | yo Soy betty, la fea | فوز     |
| 2002  | جائزة INTE                      | ممثلة العام               | yo Soy betty, la fea | فوز     |

## وصلات خارجية
- الموقع الرسمي
- آنا ماريا أوروزكو على موقع IMDb (الإنجليزية)
- آنا ماريا أوروزكو على موقع روتن توميتوز (الإنجليزية)
- آنا ماريا أوروزكو على موقع ألو سيني (الفرنسية)
- آنا ماريا أوروزكو على موقع قاعدة بيانات الفيلم (الإنجليزية)
- آنا ماريا أوروزكو على موقع كينوبويسك (الروسية)